# Герб Вертіївки (Ніжинський район)
Герб Вертіївки — офіційний символ села Вертіївка, Ніжинського району Чернігівської області. Затверджений в 2017 році. Автори - начальник відділу культури і туризму М. Ярмоленко, директор музею М. Вертюка, громадський діяч, член спілки краєзнавців України М. Череп. Консультації щодо створення герба та прапора з урахуванням рекомендацій та побажань надав Олександр Лісниченко член Українського геральдичного товариства.

## Опис
Герб села Вертіївки являє собою геральдичний щит, у синьому полі якого золота фортечна брама з баштою з прапорцем на шпилі. Над нею два перехрещені срібні пірначі, над якими семипроменева срібна зірка.

## Символіка
Село Вертіївка вперше згадується в письмових джерелах на початку 17 століття під назвою Веркіївка за іменем осадника Григорія Веркія, який поселив на цьому місці “містечко і замочок”. Проте поблизу Вертіївки знайдено залишки більш ранніх поселень. Саме ці найдавніші згадки з історії села й символізує фортечна брама з баштою. Крім того, цей символ сторожової вежі актуальний і для наших днів, оскільки нагадує про багаторічне існування в селі стаціонарного посту контролю за дорожнім рухом.
Два перехрещені полковницькі пірначі вгорі вказують на статус Вертіївки як сотенного містечка в часи козаччини в складі Ніжинського козацького полку та належність до рангових маєтностей Ніжинських полковників. (Рангові маєтності - земельні володіння на Гетьманщині, які надавалися козацькій старшині у тимчасове володіння, «на ранг», тобто на уряд як винагорода за службу і на покриття пов'язаних з нею видатків).
Срібна зірка символізує героїзм і доблесть уродженців Вертіївки в різні історичні часи, в тому числі трьох героїв Радянського Союзу: М. Кирпоноса, І. Мороза та Ф. Ялового, Героя України Ю.М. Мушкетика.
Декоративний картуш у стилі українського бароко було розроблено Українським геральдичним товариством на початку 1990-х років на основі давніх традиційних зображень символіки українських громад, і рекомендується як єдиний зразок оформлення сучасних муніципальних гербів.
Червона мурована корона над щитом застосовується як символ поселення, що мало давні міські права, а саме – статус сотенного містечка Ніжинського козацького полку.